# Tamboerijn
Een tamboerijn, beltrom (Oudnederlands) of pandeiro is een lijsttrommel, bestaande uit een hoepel waarin schelringen zijn bevestigd en die is bespannen met een trommelvel. Zonder schelringen is het geen tamboerijn maar een handtrom. Zijn de schelringen er wel, maar is er geen vel aangespannen, dan is het een beatring, ofwel een schellenkrans.
Het instrument wordt met de hand aangeslagen of bewogen.

## Gebruik
De tamboerijn wordt in veel muziekstijlen gebruikt, zoals volksmuziek (bijvoorbeeld in Portugal, Spanje, Italië, Griekenland en Turkije), pop, rock, country en gospel en Zuid-Amerikaanse (zoals samba en choro) en Perzische muziek.
In de klassieke muziek wordt de tamboerijn, met name vanaf het begin van de twintigste eeuw, regelmatig voorgeschreven. Een van de vroegste gebruikers was Joseph Haydn, die het voorschreef in de koorpassage Es lebe der Wein…, over het wijnfeest in het oratorium Die Jahreszeiten. Felix Mendelssohn Bartholdy schreef ze voor in de puur instrumentale fandango in de tweede akte van zijn opera Die Hochzeit des Camacho (Op. 10; 1825). Richard Strauss schreef de tamboerijn voor in het slotdeel van de Symphonia domestica (Op. 53).
- Bibliothèque nationale de France: cb11981627f (data)
- Gemeinsame Normdatei: 4504967-1
- Library of Congress Control Number: sh85132177
- MusicBrainz: 4431f7b0-69a4-49ee-b84f-15dda19fb70c
- Nationale Bibliotheek van Israël: 987007558311105171